# San Miguel de Lillo
San Miguel de Lillo (en asturià, Samiguel de Lliño), és una església preromànica dedicada a Sant Miquel Arcàngel, va ser manada a edificar cap al 842 pel rei Ramiro I a la Muntanya Naranco, als voltants d'Oviedo, Principat d'Astúries (Espanya). Es troba a pocs metres de Santa María del Naranco. Possiblement és la que, segons la crònica Albeldense, aquest monarca va manar a construir al costat dels seus palaus, amb funció d'església palatina. En principi va poder estar dedicada a Santa Maria i Sant Miquel.
Declarada per la UNESCO Patrimoni de la Humanitat en 1985. El gener de 2009, es va advertir d'una imminent ensulsiada de l'estructura i d'una gairebé irreparable deterioració en general i per part de les pintures a causa de la gran humitat que l'assola. L'any 2011 es van dur a terme unes obres de restauració.

## Arquitectura

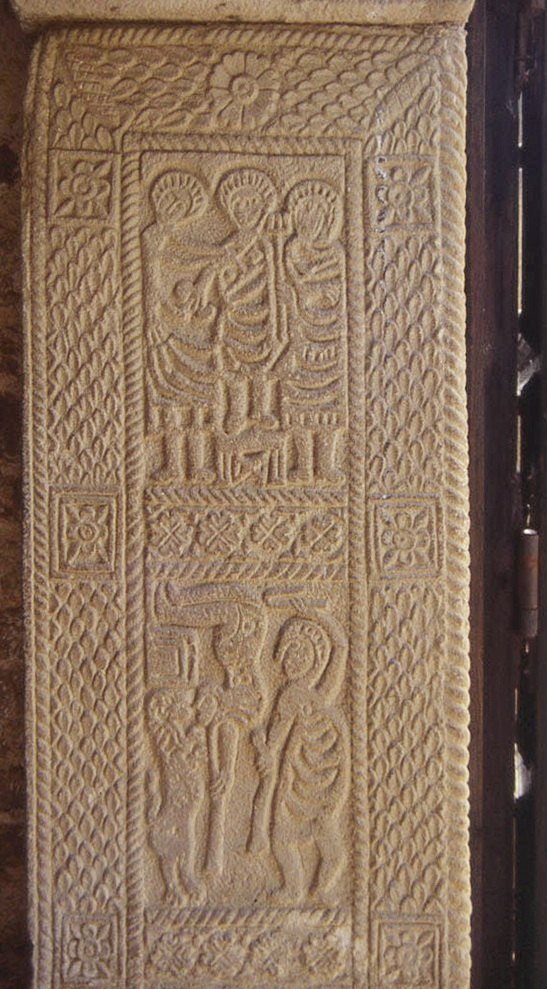
Relleu en el brancal.

Originalment va tenir planta basilical de tres naus, però només es conserva una tercera part de la seva longitud, perquè durant el segle xiii o principis del segle xiv es va arruïnar possiblement a causa de les males condicions del sòl. Es conserva únicament el vestíbul i l'arrencada de les seves tres naus. Sobre el primer es troba la tribuna real, flanquejada a banda i banda per dues petites estades.
La coberta és avoltada, mitjançant un sistema complex de voltes de mig canó. Les naus estan separades per arcs que descansen en columnes, fet inusitat, ja que l'habitual en l'art asturià és l'ús del pilar com a suport. Aquestes columnes es recolzen en altes bases quadrades que alberguen decoració escultòrica d'arquets que enquadren figures.
Està realitzada en la seva major part a base de carreus, encara que les cantonades dels murs i els contraforts són de carreus. Les finestres presenten belles gelosies tallades en pedra. La construcció resulta esvelta i mostra cert interès de l'autor per les proporcions, ja que la seva alçada és el triple de l'amplària de les seves naus.

## Decoració escultòrica
Molt destacable és la decoració escultòrica en relleu; especialment la dels brancals de la porta d'entrada, possiblement inspirada en un díptic consular romà d'Orient del segle vi, pertanyent al cònsol Areobind, que es conserva en el museu de Sant Petersburg. Presenta escenes circenses amb un saltimbanqui fent acrobàcies i un domador de lleons.
Tota la decoració escultòrica en brancals, bases i capitells denota una forta influència bizantina, oriental i fins i tot llombarda, presentant un cert encant primitivista i antinaturalista.

## Decoració pictòrica
Queden restes de la decoració pictòrica mural en la qual podem distingir dos tipus. La decorativa imita a la de l'època d'Alfons II visible en San Julián de los Prados, però existeixen unes altres totalment noves amb la figura humana com a tema principal. Aquestes pintures són visibles en el mur sud de la nau sud i en el mur est de la mateixa nau.